# دنيس لويس (منافس ألعاب قوى)
دنيس لويس (بالإنجليزية: Dennis Lewis)‏ هو منافس ألعاب قوى أمريكي، ولد في 1940.